# Józseffalva (Magyarország)
Józseffalva a 17. század végi alapítása és a 20. század elején bekövetkezett, városhoz csatolása között önálló község volt Magyarországon Zemplén vármegyében, 1912 óta Sárospatak része.
Ugyanezt a nevet – előtag nélkül vagy valamilyen előtaggal – jó néhány másik település is viselte Magyarországon az elmúlt évszázadokban, s ez némi nehézséget jelent a falu történetének kutatásában. Az említett települések nagy része a trianoni döntéssel a határokon túlra került, de a jelenkori Magyarország területén is volt másik Józseffalva, méghozzá Sárospatak vonzáskörzetében: a várostól légvonalban alig 20 kilométerre keletre fekvő Tiszacsermely viselte ezt a nevet az 1948-as alakulását követően, rövid ideig.

## Elhelyezkedése, leírása
A település Sárospatak történelmi központjától – a hajdani (Nagy-)Pataktól – nem messze délre helyezkedett el, a város és Petrahó (1896 óta használt nevén Bodroghalász) között, a Bodrog folyó jobb parti oldalán. Önálló települési léte idején lényegében egy utcás falunak számított, 40~60 házzal és nagyjából 250~300 fős (népességszámának 1890-es maximuma idején 332 fős) lakossággal.
Alapításakor kizárólag római katolikus vallású, német anyanyelvű telepesekkel népesítették be, és bár homogenitása nyelvi és vallási tekintetben is hamar megszűnt, az itt élők közössége még az önállóság elvesztése után is évtizedeken át megőrizte a község katolikus és „sváb” jellegét. A 20. században az egykori önállóság fokozatosan feledésbe merült és a kis falu – a városhoz csatolt más településekhez hasonlóan – apránként betagozódott Sárospatak szerkezetébe. 
Józseffalva régi főutcája ma a Szent József utca nevet viseli, és néhány ahhoz csatlakozó keresztutca húzódik még a hajdani település területén.

## Története
A községet 1785 nyarán alakították meg a sárospataki uradalom területén, Patak határából kiszakítva, németországi területekről érkezett telepesek számára kialakítva. A német telepítés ezen a környéken három hullámban zajlott le, Józseffalva ezek közül az 1780–1790 közötti második hullámban jött létre, hasonlóan Rátkához, Simához, Marcinfalvához és Hosszúlázhoz.
Ezeket a második hullámbeli telepítéseket, az első hullámmal ellentétben [akkor jött létre például a mai Hercegkút] a szervezettség és a szakszerűség jellemezte – bizonyára nem függetlenül attól, hogy a terület földesúri jogait, a korábbi birtokos Trautson család 1775-ös férfiági kihalása óta a kincstár gyakorolta. Az érkezők számára előre kimérték a telkeket, felépítették a házakat, sőt a letelepülők munkaeszközöket, felszerelési tárgyakat és állatokat is kaptak – családonként általában négy felszerszámozott lovat és egy tehenet.
A telepítés kedvező gazdasági feltételei, kiegészülve a kezdeti tíz év adómentességével, ideális viszonyokat biztosítottak a beköltözők számára. Nagy részük helyben is maradt, bár a többi telepesfaluhoz hasonlóan, kisebb számban itt is akadtak elvándorlók.
A fennmaradt adatok alapján a községet 32 jobbágycsalád alapíthatta, zömük fiatal házaspár volt kevés gyerekkel vagy még gyermektelenül; több esetben egy-két idősebb családtaggal. Mindössze néhány családfő járt túl a 30 éves koron, kilenc legényember pedig még nőtlen volt a beköltözéskor, ők jellemzően nőrokonokkal érkeztek. A korai évtizedeket magas gyermekhalandóság jellemezte: a családonként jellemzően 6-7, olykor 10 körüli megszületett gyermeknek átlagosan a fele meghalt még öt éves kora előtt, de akadt olyan család is, ahol nyolc gyerek halt meg kiskorában.
Egyházjogilag a község a kezdetektől fogva a sárospataki római katolikus egyházközséghez tartozott, ahol azonban mindig volt német nyelvű káplán, így az ő révén a környező sváb telepesfalvakhoz hasonlóan Józseffalva lelki ellátása is biztosított volt. Az alapításkor a német káplán Michael Pfleger volt, aki egészen 1792-ig maradt a posztján; a következő években az újabb, németül tudó káplánok sűrűbben váltogatták egymást a mindenkori plébános mellett. A pataki plébánián zajlott az itteniek anyakönyvezése is, bár a helynevet lakóhelyként, sajnálatos módon csak 1804-től kezdték feltüntetni, így a korai józseffalvi lakosok anyakönyvi azonosítása sokszor nehézkes.
A falu első pecsétnyomóját a 19. század elején vették használatba. A rajta látható címerben egy ekevas és három búzaszál látható, a pecsétnyomó köriratán pedig az „Újpatak hejsége petsétje 1812” felirat húzódik végig. Az évszázadot lassú, de a második felében – a gyermekhalandóság mértékének szembetűnő csökkenésének köszönhetően – valamelyest felgyorsuló népességgyarapodás jellemezte, valamint az, hogy megszűnt a község tisztán katolikus jellege.
Az első vegyes házasságkötés már 1815-ben megesett (egy helyi legény görög katolikus vallású nőt vett el), az 1869-es népszámlálás idejére pedig a katolikusok számaránya 86 %-ra (240 főre) apadt, mellettük 16 fő zsidó, 12 fő görög katolikus és 10 fő református vallású lakója volt Józseffalvának. A beköltözők-beházasodók jellemzően a környező helységekből érkeztek a településre, legnagyobb arányban az északnyugat felől szomszédos Trautsonfalváról (a mai Hercegkútról).
Az 1869-es népszámláláskor 42 házat írtak össze a faluban, ezek a főutcán, illetve az abból nyíló egyetlen közben álltak. A lakosságot 56 család alkotta, közülük 17 élt olyan házban, ahol két lakószoba is volt; néhány portán két család, egyetlen házon pedig három család osztozott. Együtt élt a község két zsidó vallású családja is, akik közös házukban üzlethelyiséget is fenntartottak. Néhány ház az 1869-ben összeírottak közül a 21. századot is megérte, ezek paraméterei, jellegzetességei valamelyes betekintést engednek a korabeli életkörülményekbe.
A település intézményei közül a katolikus óvoda 1846. szeptember 6-án nyílt meg, ami országos viszonylatban is igen korai volt (még a következő évben is száznál kevesebb óvoda működött az egész országban). Már az első nevelési évben 150 fölötti számú gyerek járt a kisdedóvóba, nagyobb részük Patakról, és már abban az évben felvettek más vallású gyerekeket is. Hat évig működött az óvoda a mai Szent József út 42. szám alatt, majd 1852 októberében átköltöztették Patak központjába. (Anyakönyvében a józseffalvi gyerekek lakóhelyét 1905-től Újpatakként jegyezték be.)
Önálló iskolája viszont sosem volt a községnek, a helyi kisdiákok a kezdetektől fogva a sárospataki katolikus iskolában tanultak. 1861-ben ugyan a helyi elöljáróság önállósodási kérelmet terjesztett elő – a helyi tanköteles gyerekek száma akkor 30 volt –, az egyház azonban nem adta hozzájárulását az önálló iskola alapításához. Ez nyilvánvalóan közrejátszott a lakosság elmagyarosodásában is: habár az eredetileg színnémet faluba 1789-ben költözött az első magyar feleség, alig egy évszázad alatt teljesen lezajlott a józseffalviak nyelvváltása: 1900-ban már egy helybeli se akadt, akit nem magyar anyanyelvűként írtak volna össze.
Az 1871-ben született községi törvény 1886-os reformját jelentő 1886. évi XXII. törvénycikk alapján Józseffalvát a három községi kategória közül a legkisebbek körébe, a kisközségek közé sorolták be. 1900-ig a 44 települést magában foglaló sátoraljaújhelyi járáshoz tartozott, ahol már 1877-ben körjegyzőség alakult Józseffalva és Ardó részvételével, kevéssel ezután pedig Petrahó is e körjegyzőség része lett. 1898-tól pár éven át Józseffalva volt ennek székhelye is, dacára annak, hogy a három helység közül népesség tekintetében a legkisebb volt. 1900-ban jött létre a sárospataki járás, e járáshoz került a következő években a józseffalvai körjegyzőség is.
Ezekben az évtizedekben érte el a falu az önálló életének népességmaximumát: 1890-ben 332 lakosát írták össze. 1900-ban – az utolsó olyan népszámláláson, ahol Józseffalva adatait még önállóként rögzítették – 305 lakosa volt (160 férfi és 145 nő), akik 52 házban laktak, és közülük már 190 fő tudott írni-olvasni. Ugyancsak ezekben az években több komoly tűzeset is volt a településen; 1882. május 13-án például biztosan több családot érintő tűz pusztított itt, a kárvallottak megsegítéséről a szolgabíró írásbeli intézkedése tanúskodik. Az 1890-es, 1896-os és 1902-es éveket újabb hasonló esetek fémjelezték; az 1896-os tűzeset után Tűzoltó Egylet is alakult.
A települést a századforduló éveitől kezdve egyre gyakrabban emlegették Újpatak néven, az 1905 körüli időszaktól kezdve hivatalos forrásokban is. Önállóságát a község tulajdonképpen már 1909-ben elvesztette, a Sárospatakhoz való csatlakozása jogi rendezésének lezárásával; az egyesítés tényleges lebonyolítására 1913-ban került sor. A józseffalvai körjegyzőség ezzel megszűnt, Józseffalva pedig a sárospataki körjegyzőség része lett. (A korábbi körjegyzőség két „elárvult” faluját és az addigi hercegkúti körjegyzőség három települését ugyanekkor közös irányítás alá szervezték át, Sárospatak-vidéki körjegyzőség névvel.)

## Nevének eredete
A Józseffalva név valószínűleg  II. József király nevét őrzi, annak emlékére, hogy a falu az ő uralkodása idején alakult. A későbbi időszakokban a lakosok a név eredetét már inkább Szent Józsefhez kötötték.